# Loblaw Companies Limited
Loblaw Companies Limited este un retailer canadian care cuprinde supermarket-uri corporative și francize ce operează sub 22 de bannere regionale și de segmente de piață (inclusiv Loblaws), precum și farmacii, servicii bancare și de îmbrăcăminte. Loblaw operează un program de marcă privată care include produse alimentare și de uz casnic, îmbrăcăminte, produse pentru bebeluși, produse farmaceutice, telefoane celulare, mărfuri generale și servicii financiare. Loblaw este cel mai mare retailer de alimente din Canada, iar brandurile sale includ President's Choice, No Name și Joe Fresh. Este controlat de George Weston Limited, o companie deținută de familia Weston; Galen G. Weston este președintele consiliului de administrație al Loblaw, precum și președintele și CEO-ul companiei deținute de Canada, George Weston.
Robert Sawyer este actualul CEO al Loblaw și și-a anunțat intenția de a se retrage la sfârșitul anului 2023. El va fi înlocuit ca președinte și CEO de Per Bank.

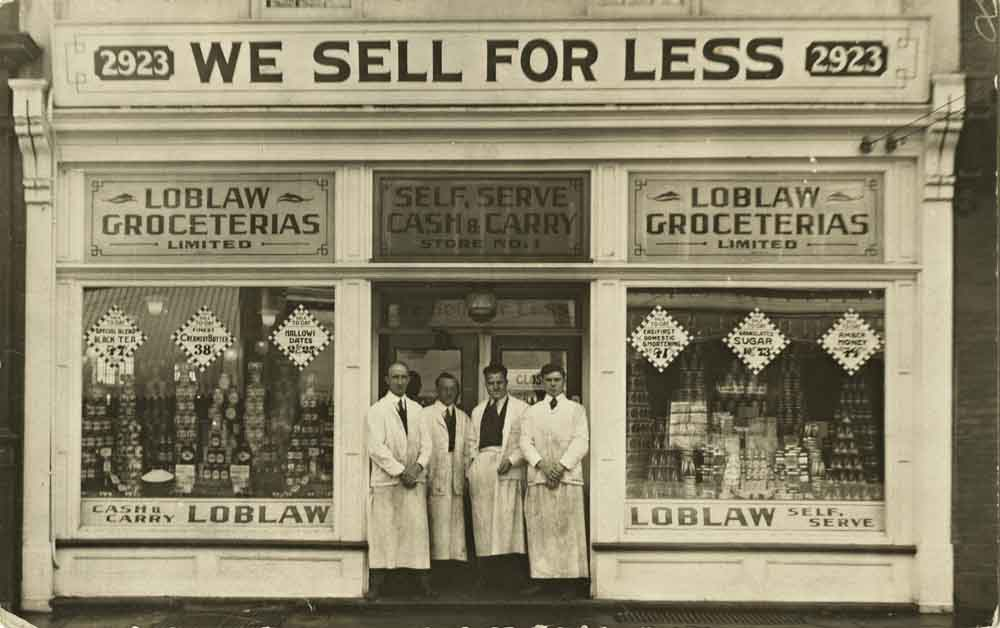
Loblaw Groceterias Limited, magazinul nr. 1, de pe strada Dundas W., 2923, Toronto, Ontario, carte poștală, c. 1919.

Majoritatea celor 136.000 de angajați cu normă întreagă și cu jumătate de normă ai Loblaw sunt membri ai United Food and Commercial Workers, cu excepția lucrătorilor de la Real Canadian Wholesale Club din Alberta, care sunt membri ai Asociației Creștine a Muncii din Canada.
Diviziile regionale de distribuție alimentară ale Loblaw includ Westfair Foods Ltd. în vestul Canadei și Ontario de Nord, National Grocers Co. Ltd. în Ontario, Provigo Inc. în Quebec și Atlantic Wholesalers Ltd. în Canada Atlantică.
În aprilie 2019 s-a raportat că prim-ministrul Justin Trudeau a acordat Loblaws o subvenție federală de 12 milioane de dolari canadieni pentru noi unități de refrigerare în magazinele lor, astfel încât să fie de acord să cheltuiască 36 de milioane de dolari pentru modernizarea frigiderelor lor cu un model mai prietenos cu mediul înconjurător. Atât Trudeau, cât și ministrul de mediu canadian Catherine McKenna au fost criticați în aprilie 2019 pentru a permite ca 12 milioane de dolari plătiți de contribuabili să ajungă la a doua cea mai bogată familie din Canada pentru instalarea unor noi frigidere. Joanne Dobson și Meredith Logan, doi dintre cei mai importanți lobbyști ai Loblaws, au donat mii de dolari Partidului Liberal al Canadei și au organizat evenimente de strângere de fonduri pentru liberali și familia Trudeau.